# انتخابات الرئاسة الكاميرونية 2011
انتخابات الرئاسة الكاميرونية 2011 هي الانتخابات الرئاسية التي جرت في 9 أكتوبر 2011، لانتخاب رئيس الكاميرون ‏، فاز بالانتخابات بول بيا.